# Lou Castel
Lou Castel, pe numele real Ulv Quarzell (n. 28 mai 1943, Bogotá, Columbia), este un actor suedez de film, televiziune și de dublaj. A debutat în cinematografia italiană, apoi a jucat în filme de o mare varietate de naționalități, în special în Germania și Franța.

## Biografie
Născut în Columbia dintr-un tată diplomat suedez și o mamă irlandeză, a plecat în Europa de tânăr. Interesat de actorie, a urmat la Centro Sperimentale di Cinematografia, dar în curând a trebuit să plece. Primul său rol de film (necreditat) a fost în filmul Ghepardul de Visconti. Abea doi ani mai târziu, în 1965, s-a făcut remarcat în filmul Pumnii în buzunar. A devenit rapid un simbol al tinerilor rebeli care luptă împotriva diferențelor sociale. Modul lui neobișnuit, nervos și absent, dar și introvertit de a acționa a fost destul de unic în cinematografia italiană și l-a făcut să apară ca un anti-erou.
În anii care au urmat, Castel a lucrat cu regizori europeni renumiți ai vremii, precum Pier Paolo Pasolini, Wim Wenders, Claude Chabrol, Helke Sander și Rainer Werner Fassbinder, dar a jucat și în producții pur comerciale, unele dintre ele obscure. A fost văzut și în seriale de televiziune, de exemplu, în 1989, într-un episod din Tatort. Castel era cunoscut pentru că a donat o mare parte din onorariile sale mișcărilor de eliberare din America Latină.

## Filmografie selectivă

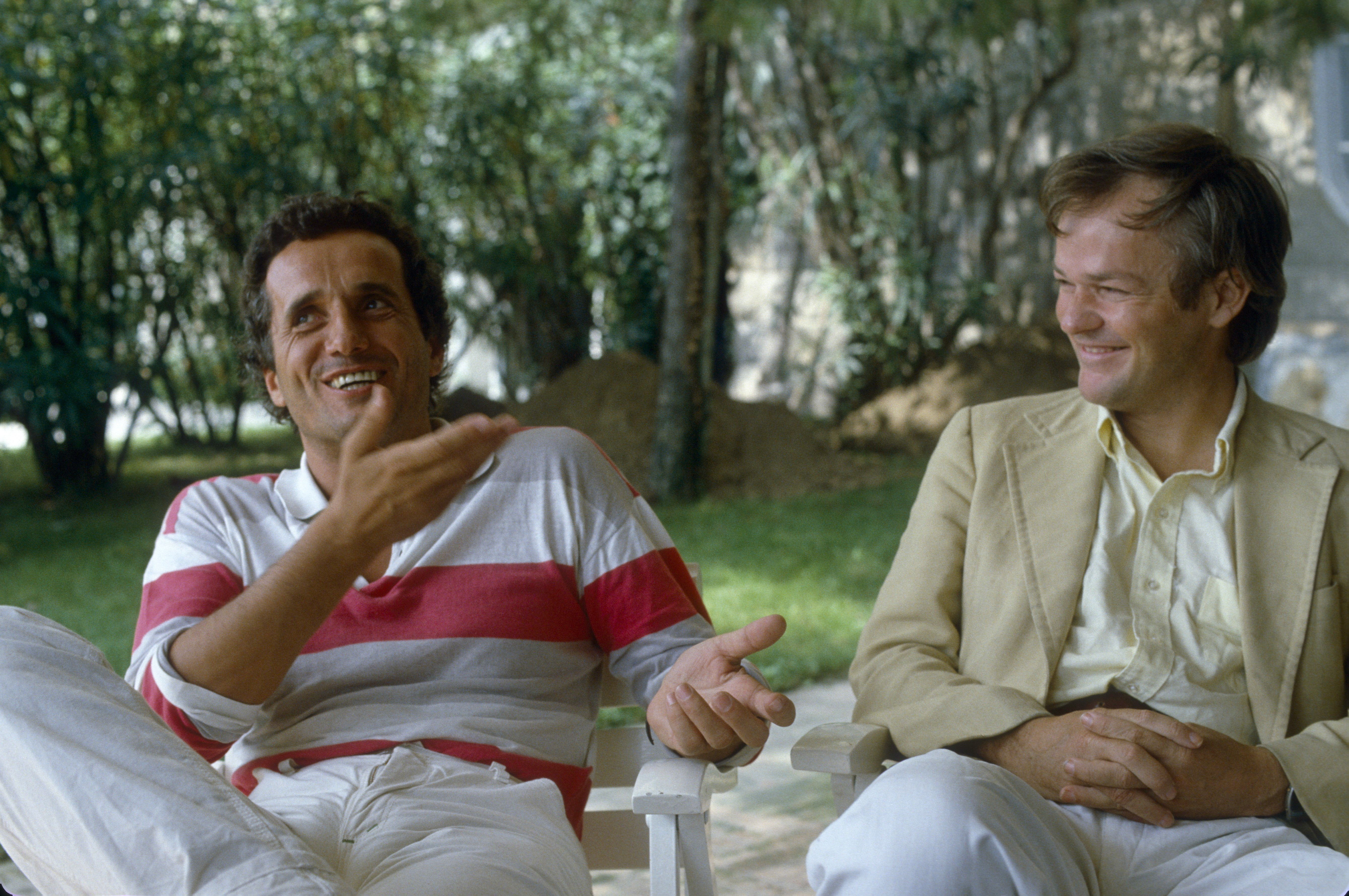
Marco Bellocchio și Lou Castel la Festivalul de la Veneția (1982)

- 1963 Ghepardul, regia Luchino Visconti (nemenționat)
- 1965 Pumnii în buzunar (I pugni in tasca), regia Marco Bellocchio
- 1966 Un glonte pentru general (Quién sabe?), regia Damiano Damiani
- 1967 Răzbunătorul (Requiescant), regia Carlo Lizzani
- 1968 Galileo Galilei (Galileo), regia Liliana Cavani
- 1968 Grazie zia, regia Salvatore Samperi
- 1969 Orgasmo, regia Umberto Lenzi
- 1970 Con quale amore, con quanto amore, regia Pasquale Festa Campanile
- 1972 Nel nome del padre, regia Marco Bellocchio
- 1973 Litera stacojie (Der scharlachrote Buchstabe), regia Wim Wenders
- 1975 Faccia di spia, regia Giuseppe Ferrara
- 1976 Virginitate (Come una rosa al naso), regia Franco Rossi
- 1976 Caro Michele, regia Mario Monicelli
- 1976 Cassandra Crossing, regia George Pan Cosmatos
- 1977 Prietenul american (L'amico americano), regia Wim Wenders
- 1977 Porci con le ali, regia Paolo Pietrangeli
- 1977 Les Enfants du placard, regia Benoît Jacquot
- 1982 Gli occhi, la bocca, regia Marco Bellocchio
- 1985 Comoara din insulă (L'isola del tesoro), regia Raúl Ruiz
- 1989 Cât e ceasul? (Che ora è), regia Ettore Scola
- 1990 Fuga dal paradiso, regia Ettore Pasculli
- 1991 L'anno del terrore (Year of the Gun), regia John Frankenheimer
- 1992 Assolto per aver commesso il fatto, regia Alberto Sordi
- 1994 Zuppa di pesce, regia Fiorella Infascelli
- 1996 Tre vite e una sola morte, regia Raúl Ruiz
- 1996 Irma Vep, regia Olivier Assayas
- 1999 Appassionate, regia Tonino De Bernardi
- 2003 Tiresia, regia Bertrand Bonello
- 2004 Cracking Up, regia Christian Lara
- 2008 La rabbia, regia Louis Nero
- 2013 La religiosa, regia Guillaume Nicloux
- 2016 A pugni chiusi, regia Pierpaolo De Sanctis
- 2018 Drive Me Home, regia Simone Catania